# Razhana Buttress
Razhana Buttress (englisch; bulgarisch Рид Ръжана Rid Raschana) ist ein 1850 m hoher, vereister und gebirgskammähnlicher Berg auf der Westseite des Detroit-Plateaus an der Danco-Küste des Grahamlands auf der Antarktischen Halbinsel. Er ragt 12 km nordnordöstlich des Baldwin Peak, 16,9 km ostsüdöstlich des Renzo Point, 6,52 km südwestlich des Perkos Dome und 27,88 km nordwestlich des Gusla Peak zwischen Nebengletschern des Lilienthal-, des Mouillard- und des Sikorsky-Gletschers auf. Seine steilen Südwesthänge sind teilweise unvereist.
Britische Wissenschaftler kartierten ihn 1978. Die bulgarische Kommission für Antarktische Geographische Namen benannte ihn 2014 nach der Ortschaft Raschana im Westen Bulgariens.